# فاطمة الحمروش
فاطمة الحَمْرُوْش (14 فبراير 1959 بنغازي -) طبيبة عيون ليبية، عُيّنت كأوّل امرأة ترأس وزارة الصحة الليبية، ضمن الجناح التنفيذي للمجلس الوطني الانتقالي.

## حياتها العلمية
تخرّجت من جامعة قاريونس وهاجرت إلى أيرلاندا سنة 1996 حيث أقامت بمقاطعة ميث، وحصلت على الجنسية الأيرلندية،
وكانت عند اندلاع ثورة 17 فبراير تعمل كاستشاري طب العيون في مستشفى هناك، ولديها 4 أولاد. وترأس أيضاً جمعية (Irish Libyan Emergency Aid).
من بعض نشاطاتها غير المعلنة خلال أقامتها في أيرلندا كان الحصول على موافقة الحكومة الليبية عام 1999- 2000 على إقامة امتحانات المدارس الليبية في أيرلندا، وبذلك تم التخفيف على الجالية الليبية عناء السفر إلى بريطانيا مع أطفالهم لإجراء امتحانات الشهادة الإعدادية والثانوية وما يتبعها من مصاريف، واعتبرت ان مهمتها انتهت بمجرد حصولها على الا موافقة، لتترك إدارة المدرسة لبقية أعضاء الجالية.

## حياتها السياسية
يُعرف عن الدكتورة فاطمة الحمروش بمعارضتها الجذرية لنظام القذافي، وقد بدأت كتاباتها في الظهور باسم الكاتبة «الليبية» في منابر المعارضة الليبية. لقد كان لها دور جيد في ربط المعارضين. بالخارج وبالداخل بحكم علاقاتها الطيبة ولعدم انتمائها لأي حزب، حيث انها كانت معارضة مستقلة. شاركت الدكتورة أيضا، بالإضافة إلى كتاباتها، بدعمها المادي للمعارضة في الخارج لفضح النظام الدكتاتوري، وقد حاول نظام القذافي أغراضها بالانضمام إلى برنامج ليبيا الغد ولكنها لم تستجب له وعارضت برنامج التوريث.
بتاريخ 26 فبراير 2011، قامت وابنها عبد الله النيهوم بتأسيس «المؤسسة الليبية الأيرلندية للإغاثة»، وقد أحرزت المؤسسة نجاحا كبيرا في دعم الثورة والثوار، وذلك بتزويدهم بالمعدات الطبية والمال والغذاء في ساحات المعارك وذلك وبالتعاون مع افراد ومنظمات إنسانية أخرى خارج ليبيا وداخلها. بلغ حجم المساعدات ما قيمته ستون مليون يورو. ولقد دعمت الحكومة بالجمهورية الأيرلندية هذا الحراك بشكل غير مباشر وذلك بفتح مخازنها المخصصة للإغاثة الإنسانية للمؤسسة خلال فترة نشاطها.
في سبتمبر 2011، وبناء على طلب من المكتب التنفيذي للمجلس الانتقالي، قامت الدكتورة، بالتعاون مع ابنها وبعض النشطاء في المؤسسة الليبية الأيرلندية للإغاثة، قامت بتأسيس المكتب الصحي الليبي في أيرلندا، وذلك لعلاج جرحى الحرب الليبيين والتعاون مع السلطات أيرلندية لتوفير الخبرات في ليبيا بهدف توطين العلاج في ليبيا.

## الوزارة
في نوفمبر 2011، تم ترشيح الدكتورة فاطمة الحمروش لمنصب وزير الصحة في الحكومة الانتقالية، والذي باشرت أعمالها به منذ بداية ديسمبر 2011 إلى منتصف نوفمبر 2012.
واجت الوزيرة حملة إعلامية مكثفة ضدها منذ الإعلان عن ترشيحها، كانت تقودها جهات غير معلومة، ولكنها اتسمت بالتهجم المباشر عليها، ثم ازدادت هذه الحملة شراسة بعد ان أعلنت الوزيرة عن الفساد المتعلق بملف علاج الجرحى والذي كان تحت رعاية هيئة شؤون الجرحى، وهي هيئة مستقلة غير تابعة لوزارة الصحة، بل تتبع مباشرة لرئيس الوزراء عبد الرحيم الكيب. طالبت الوزيرة بإقفال الهيئة وإضافة إدارة جديدة لرعاية الجرحى، تحت رعاية وزير الصحة مباشرة، ضمن هيكلية الوزارة وذلك للحد من الفساد ولتوفير العلاج للجرحى والمرضى ولتحسين الخدمات الطبية في ليبيا. واجهت الوزيرة والوزارة تحديات كبيرة نتيجة لهذا القرار، وصلت إلى تهديدها بالقتل، كما تعرضت للتهجم وتعرض موظفو الوزارة إلى الأذى وإغلاق الوزارة بالكامل بقيادة مجموعة خارجة عن القانون.
قامت الوزارة، خلال فترة تولي الدكتورة فيها لمنصب الوزير، بمراجعة عدد كبير من العقود والمشاريع المتوقفة، الا ان التأخير في الميزانية بالإضافة إلى ان قرابة 95٪ من مشاريع وزارة الصحة تحت رعاية جهاز تنمية وتطوير المرافق الادارية، بالإضافة إلى انتشار الفساد ونقص الخبرات والوضع الامني غير المستقر، كانت جميعها عوامل سلبية أدت إلى عرقلة تنفيذ برنامج استكمال المشاريع واستئنافها.
تمكنت الوزارة خلال فترة الحكومة الانتقالية من إدارة الأزمات وتوفير المعدات والأطباء، كما انها تمكنت من افتتاح بعض المراكز في بعض المناطق.